# Государственный Совет СССР
Госуда́рственный Сове́т СССР — не предусмотренный Конституцией СССР временный высший орган государственного управления Союза Советских Социалистических Республик, созданный Законом СССР от 5 сентября 1991 года «Об органах государственной власти и управления Союза ССР в переходный период».

## История и деятельность
После событий 19-21 августа 1991 года действовавшая в СССР система центральной власти была фактически демонтирована. Реальная власть оказалась в руках глав союзных республик, некоторые из которых к тому времени провозгласили себя независимыми государствами. В результате на основании Закона СССР от 5 сентября 1991 года № 2392-I «Об органах государственной власти и управления Союза ССР в переходный период» был создан Государственный Совет СССР.
Согласно этому закону Государственный Совет СССР образован на межреспубликанской основе для согласованного решения вопросов внутренней и внешней политики, затрагивающих общие интересы республик. Фактически заменил предусмотренный конституцией Совет Федерации СССР.
Состав — Президент СССР и высшие должностные лица двенадцати союзных республик.
Решения Государственного Совета СССР носили обязательный характер. Государственный Совет СССР наряду с Президентом СССР осуществлял руководство общесоюзными органами, ведающими вопросами обороны, безопасности, правопорядка и международными делами.
Согласно статье 4 Закона СССР «Об органах государственной власти и управления Союза ССР в переходный период» если Президент СССР по тем или иным причинам не мог далее исполнять свои обязанности, Госсовет должен был избрать из своего состава Председателя Государственного Совета СССР, временно исполняющего обязанности Президента СССР. Это решение Госсовета в течение трёх дней подлежало утверждению Верховным Советом СССР (сформированного 6 союзными республиками в октябре 1991 года согласно Закону СССР № 2392-I).
6 сентября 1991 Государственный совет СССР на первом заседании без проведения референдума, в нарушение Закона СССР от 03.04.1990 № 1409-I «О порядке решения вопросов, связанных с выходом союзной республики из СССР» признал независимость трёх прибалтийских республик: Латвии, Литвы и Эстонии (ГС-1, ГС-2, ГС-3). 4 ноября 1991 старший помощник генерального прокурора СССР Виктор Илюхин в отношении Президента СССР Михаила Горбачёва возбудил уголовное дело по статье 64 УК РСФСР (измена Родине), однако Генеральный прокурор СССР Николай Трубин закрыл дело, а помощник прокурора Илюхин был уволен из органов прокуратуры.
Всего Государственный Совет СССР утвердил 24 постановления. Последнее заседание состоялось 10 декабря, то есть через 2 дня после подписания беловежского соглашения о ликвидации СССР.
25 декабря 1991 Михаил Горбачёв ушел в отставку с поста Президента СССР. По требованию статьи 4 Закона СССР № 2392-I «Об органах государственной власти и управления Союза ССР в переходный период» — Государственный Совет СССР должен был избрать из его членов временно исполняющего обязанности президента СССР. Решение подлежало утверждению в течение трёх дней Верховным Советом СССР. Однако члены госсовета этого не сделали.
26 декабря 1991 года Совет Республик Верховного Совета СССР, также не предусмотренный конституцией СССР, принял Декларацию № 142-Н о прекращении существования СССР в связи с образованием СНГ.

## Состав членов Госсовета СССР
Этот состав в итоге оказался единственным.
- Горбачёв, Михаил Сергеевич — президент СССР
- Ельцин, Борис Николаевич — президент России[7]
- Кравчук, Леонид Макарович — председатель Верховного Совета Украины[7]
- Шушкевич, Станислав Станиславович — председатель Верховного Совета Белоруссии[7]
- Акаев, Аскар Акаевич — президент Киргизии
- Назарбаев, Нурсултан Абишевич — президент Казахстана[8]
- Каримов, Ислам Абдуганиевич — президент Узбекистана[7]
- Ниязов, Сапармурат Атаевич — президент Туркмении
- Тер-Петросян, Левон Акопович — президент Армении, (сначала как председатель Верховного Совета)[8]
- Набиев, Рахмон Набиевич — президент Таджикистана (со 2 декабря 1991; и. о. с 23 сентября по 2 декабря 1991).
  - Аслонов, Кадриддин Аслонович — и. о. президента Таджикистана (c 31 августа по 23 сентября 1991)
- Муталибов, Аяз Ниязи оглы — президент Азербайджана[9]
- Гамсахурдия, Звиад Константинович — президент Грузии[источник не указан 2325 дней]
- Снегур, Мирча Иванович — президент Молдавии[источник не указан 2325 дней]